# Pettyes billegetőcankó
A pettyes billegetőcankó (Actitis macularius) a madarak (Aves) osztályának a lilealakúak (Charadriiformes) rendjébe, ezen belül a szalonkafélék (Scolopacidae) családjába tartozó faj.

## Rendszerezés
Egyes rendszerbesorolások szerint a Tringa nembe tartozik Tringa macularia néven.

## Előfordulása
Kanada és az Amerikai Egyesült Államok nagy részén költ. Közép-Amerikán keresztül Dél-Amerikába vonul telelni. Kóborló példányai feltűnnek Európában is.

## Megjelenése
A testhossza 16 centiméter. A nemek hasonlóak.
|  |

## Szaporodása
|  |  |